# Arrondissement Rodez
Arrondissement Rodez (fr. Arrondissement de Rodez) je správní územní jednotka ležící v departementu Aveyron a regionu Midi-Pyrénées ve Francii. Člení se dále na 23 kantony a 139 obcí.

## Kantony
- Baraqueville-Sauveterre
- Bozouls
- Cassagnes-Bégonhès
- Conques
- Entraygues-sur-Truyère
- Espalion
- Estaing
- Laguiole
- Laissac
- Marcillac-Vallon
- Mur-de-Barrez
- Naucelle
- Pont-de-Salars
- Réquista
- Rignac
- Rodez-Est
- Rodez-Nord
- Rodez-Ouest
- Saint-Amans-des-Cots
- Saint-Chély-d'Aubrac
- Sainte-Geneviève-sur-Argence
- Saint-Geniez-d'Olt
- La Salvetat-Peyralès